# Abbazia di Notre-Dame de Jouarre
L'abbazia di Notre-Dame de Jouarre (in francese abbaye Notre-Dame de Jouarre) è un'antica e famosa abbazia francese, sita nel dipartimento Senna e Marna, regione dell'Île-de-France, ancor oggi abitata da una comunità di monache benedettine.

## Storia
Fondata verso il 630 da Adone di Jouarre, sull'esempio di san Colombano, l'abbazia era un monastero doppio, comprendente cioè un convento maschile ed uno femminile, posti sotto un'unica autorità.
La cripta di epoca merovingia contiene i cenotafi dei fondatori conservatisi fino ai nostri giorni (su uno di questi compare un'effigie del Tetramorfo che è considerata la più antica di Francia).
Nei secoli IX e X l'abbazia era un'importante mèta di pellegrinaggi nella sfera d'influenza di Aquisgrana, centro del Sacro Romano Impero.
Nell'XI e nel XII secolo si formò intorno all'abbazia un borgo fortificato che costituì il primo nucleo dell'attuale città di Jouarre.

## Eventi notevoli

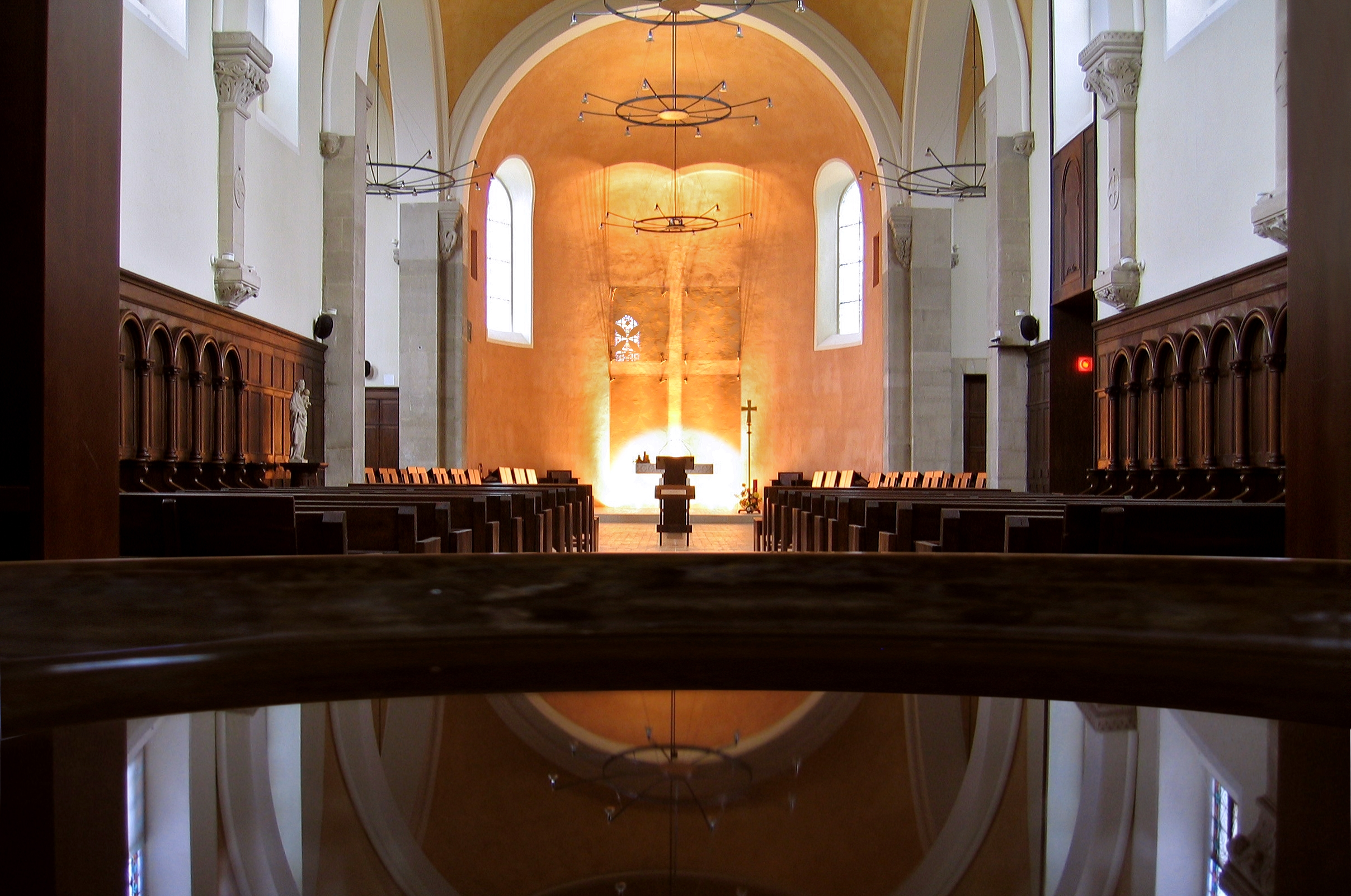
Interno della chiesa abbaziale di Notre-Dame de Jouarre

La notte di san Bartolomeo (1572), la badessa Carlotta di Borbone-Montpensier, convertitasi al protestantesimo, fuggì verso la Germania, nascosta in un carretto di fieno.
Nel XVII secolo la badessa Giovanna di Borbone costruì un'imponente chiesa di stile classico, che fu poi venduta, pietra su pietra, durante la Rivoluzione francese. La badessa Giovanna di Lorena, amica personale della regina Anna d'Austria,  accoglieva sovente quest'ultima nell'abbazia.
Nel XVIII secolo la badessa Caterina-Enrichetta di Montmorin di Saint-Hérem fece costruire la grande ala, ancor oggi abitata da una comunità di religiose benedettine.
Le monache, disperse nel 1792, riacquistarono a poco a poco una gran parte degli edifici venduti come beni nazionali, ma le terre non tornarono mai più all'abbazia.
Nel XIX secolo la ripresa dell'abbazia fu assicurata da un gruppo proveniente dall'abbazia di Pradines, nella regione della Loira.

## Cronotassi delle badesse
- 620-667: Santa Teodechilde[3]
- 667-673: Sant'Aguilberte I
- 673-684: Santa Balda
- …/… (684-837)
- 836-888: Ermentrude
- 888-8?? : Gisèle
- …/… (8??-1001)
- 1001-1034: Ermengarda
- 1034-1103: Ermessent
- 1103-1115: Matilde di Coucy
- 1115-1151: Guibourge I
- 1151-11?? : Prassede
- 11??-1166: Ida
- 1166-1175: Agnese I
- 1175-1183: Adelaide I
- 1183-1203: Eustace
- 1203-1211: Agnese II
- 1211-1219: Guibourge II
- 1219-1243: Hersende
- 1243-1245: Vacante
- 1245-1255: Aveline
- 1256-1264: Isabella di Fagnères
- 1264-1268: Margherita I de Jaciaco
- 1268-12?? : Margherita II de La Croix
- 12??-1273: Agnese III

- 1273-1280: Adelaide II
- 1280-1285: Falca
- 1285-1296: Adelaide III de Billesavoye
- 1296-1298: Falba
- 1298-1303: Agnese IV di Cérilly
- 1303-1310: Agnese V di Gloise
- 1310-1345: Hélissent I de Noyers
- 1345-1357: Hélissent II de Noyers
- 1357-1361: Margherita III di Saint-Martin
- 1361-1361: Giovanna I di Frolois
- 1361-1365: Alice di Frolois
- 1365-1375: Giovanna II di Noyers
- 1375-1383: Margherita IV di Noyers
- 1383-1390: Maria I di Noyers
- 1390-1423: Margherita V de La Rivière
- 1423-1426: Enrichetta I di Mello
- 1426-1430: Margherita VI de Bréban
- 1430-1433: Maria II di Bréban
- 1433-1462: Giovanna III di Melun
- 1462-1491: Giovanna IV d'Ailly
- 1492-1515: Antonietta di Moustier
- 1515-1543: Maddalena d'Orléans
- 1543-1565: Luisa I di Longwy de Givry
- 1565-1572: Carlotta di Borbone-Montpensier

- 1572-1586: Luisa II di Borbone-Montpensier
- 1586-1624: Giovanna V di Borbone-Montpensier
- 1624-1638: Giovanna VI di Lorena
- 1638-1655: Maria III Margherita de la Trémoïlle
- 1655-1693: Enrichetta II di Guisa
- 1693-1721: Anna I Margherita di Rohan-Soubise
- 1721-1729: Carlotta II Armanda di Rohan-Soubise
- 1729-1738: Anna II Teresa di Rohan-Montbazon
- 1738-1789: Caterina-Enrichetta di Montmorin di Saint-Hérem
- 1789-1792: Gabriella di Tana di Santena
- 1792-1837: Soppressa
- 1837-1840: Amelia Bagot
- 1840-1881: Melania Gilquin
- 1881-1908: Etiennette Bernier
- 1908-1934: Benedetta Leroy
- 1934-1956: Angèle Bontemps
- 1956-1965: Pierre Vidard
- 1965-1995: Aguilberte de Suremain
- 1995-2007: Marie David Giraud
- 2007-     : Geneviève Barrière

## Produzione
La comunità di suore che attualmente risiede nell'abbazia vive secondo la Regola di San Benedetto,  ora et labora. Esse dividono la loro giornata fra i momenti di preghiera e quelli di fabbricazione di presepi e statuette in ceramica, smalto a pieno fuoco, terracotta dipinta e smaltata.

## Fondazioni
- Abbazia di Regina Laudis, negli Stati Uniti d'America, nel 1947.
- Monastero la Paix-Notre-Dame, a Flée nella Sarthe, nel 1946.